# Catoblemma acrosticha
Catoblemma acrosticha är en fjärilsart som beskrevs av Turner 1920. Catoblemma acrosticha ingår i släktet Catoblemma och familjen nattflyn. Inga underarter finns listade i Catalogue of Life.